# Podoška
Podoška je naseljeno mjesto u sastavu općine Bosanska Kostajnica, Republika Srpska, BiH. Prema popisu stanovinštva 1991. godine područje općine Bosanska Kostajnica pripadalo je općini Bosanski Novi.

## Stanovništvo
| Podoška            |             |
| godina popisa      | 1991.       |
| Srbi               | 95 (99,31%) |
| Hrvati             | 0           |
| Muslimani          | 0           |
| Jugoslaveni        | 0           |
| ostali i nepoznato | 0           |
| ukupno             | 95          |